# ネグロイド

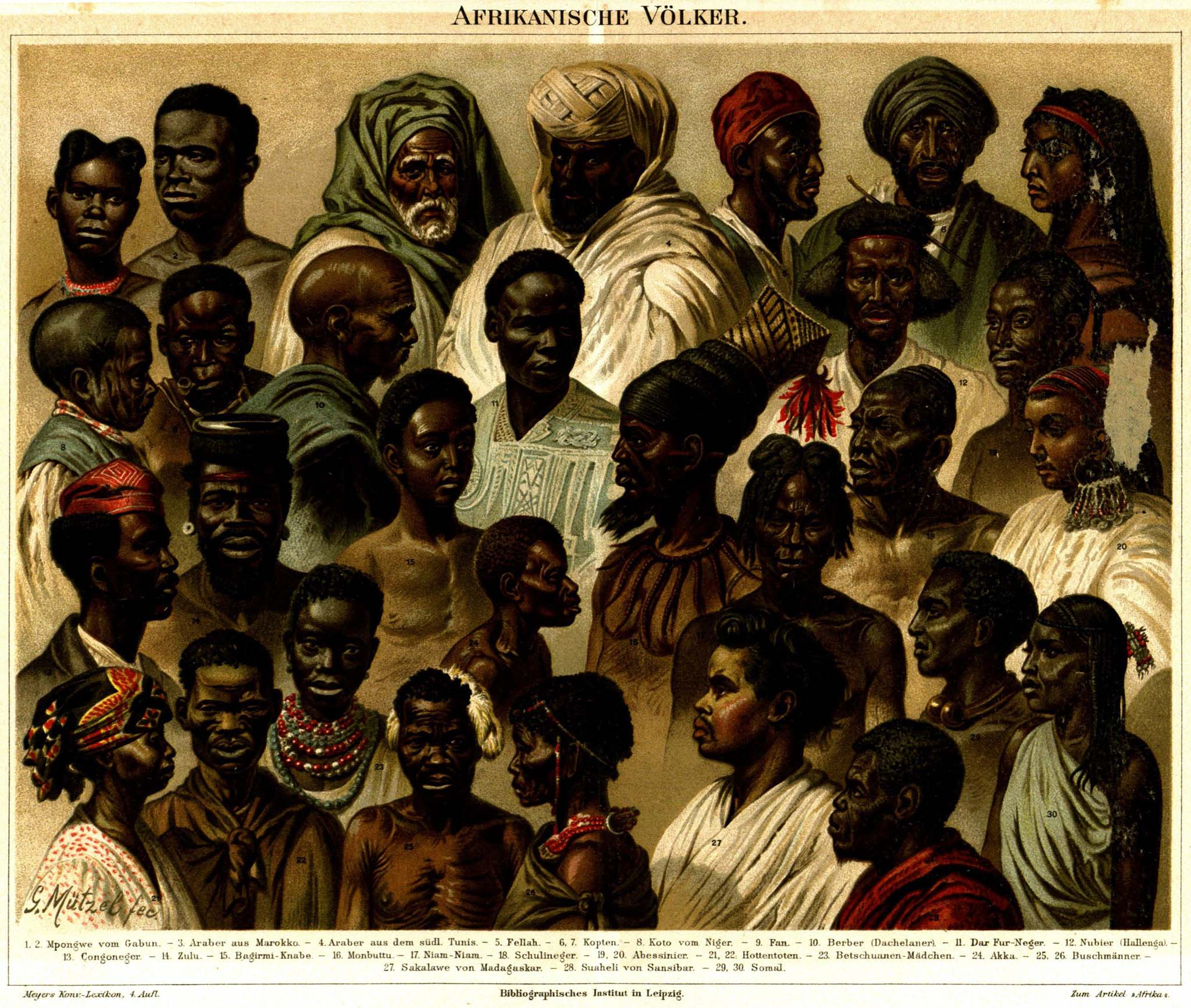
アフリカの人々 (Afrikanische Völker): サハラ以南のアフリカ人は、ドイツ百科事典マイヤーズ・コンヴェルサシオン-レキシコンの第4版の第1巻のイラストで。

ネグロイド（Negroid）とは、身体的特徴に基づく歴史的人種分類概念の一つ。日本では一般に黒色人種・黒人と同義に理解される。ドイツの人類学者ブルーメンバッハによって提唱された五大人種説に基づく。現代でも便宜的に用いられることはあるが、科学的に有効な概念とは見なされていない。
サハラ以南のアフリカ大陸の在来の住民がこの人種カテゴリーに分類された。ラテン語のnigreos（ニグレオス、黒）に由来する。ニグロイドとも。

## 概要
現生人類は、生物学上ホモ・サピエンスというただ一種に属している。ただし、過去の自然人類学や文化人類学では、ネグロイド、および北アフリカ・ヨーロッパ・西アジア・アラブ・南アジアなどに見られるコーカソイド（白色人種）、オセアニアに見られるオーストラロイド、東アジア・東南アジア・ポリネシア・南北アメリカ大陸などに見られるモンゴロイド（黄色人種）を4大人種として分類していた。
DNA分析の成果によれば、現生人類発祥の地はアフリカにあるとされ、ネグロイドは出アフリカをせずアフリカにとどまった集団の直系の子孫とされる。したがってネグロイドの遺伝的多様性はその他すべての人種の遺伝的多様性よりも高い。
なお、肌の色、および肌の色を発現させる遺伝子は、ヒトという種の集団の分化の過程で最も選択圧を受けやすく短期間に変化する形質の一つであり、肌の色の類似または相違だけでは、いわゆる「人種」を区別することはできない。

## 伝統的な下位区分
伝統的な区分によれば、黒人は更に、
1. メラノ・アフリカ人種（コンゴイド）
2. ナイロテック亜人種又はナイロート（メラノ・アフリカ人種の亜種）
3. ネグリロ人種 Negrillo（ピグミー）
4. コイサン人種（カポイド）
5. マラガシー人種（オーストロネシア語族）

などに分けられてきた。2と6はを参照し加えた。
ネグロイドをコンゴイドとカポイドの2人種に分け、これとモンゴロイド、コーカソイド、オーストラロイドを合わせて5大人種とすることがある。また、アメリンド（インディアン）をモンゴロイドから分け、6大人種とする場合もある。
コンゴイドとカポイドは身体的特徴だけでなく、言語及び（欧米化以前の）生活様式によっても区分された。
- コンゴイドは、ニジェール・コンゴ（ニジェール・コルドファン）語族（バントゥー系民族、イボ人）やナイル・サハラ語族（en:Nilotic peoples、en:Sudanic languages）の言語を話し、農耕・牧畜生活を送っていた（もしくは現在も送っている）。
- カポイドはコイサン諸語の言語を話し、狩猟採集生活を送っていた（もしくは現在も送っている）。
- 遺伝子の分析によると身長の低いネグリロは周囲のカポイドと近縁である。ネグリロの代表例はアフリカのコンゴのイトゥリの森に住むムブティ族。ピグミーとも呼ばれるが、侮蔑的だととらえる向きもある。

## 解剖学的な特徴
頭部はいわゆる、長頭である。グラベラが発達し、オトガイは後退気味である。頭部全体は小さめである。
手足が長く、特に膝から下が長い。手首、足首は細い。
腸腰筋が発達しており、骨盤が前傾している。腸腰筋はももを引き上げる役割がある。
骨密度が高く、骨粗鬆症になりにくい。
西アフリカのネグロイドは瞬発力に優れると言われており、実際もオリンピックなどの世界的な大会において西アフリカにルーツを持つ選手が短距離走などで上位を独占している。東アフリカのネグロイドは持久力に優れると言われており、マラソンなどではケニアやエチオピアにルーツを持つ選手が世界的な大会で上位を独占している（マラソンの世界ランキング上位100選手を輩出する率は、平均を1とした場合、ケニア全体で6.03、内陸部のナンディ人は22.9と言う驚くべき数字が確認されている）。これらは異なる国や環境のもとで育ったアフリカ系移民の間でも同様に高い確率で優れた選手が輩出されている。このことから遺伝的に、精神的かつ肉体的な優位性が元々備わっているという可能性も示唆されていたが、オリンピックのメダル数に関する統計が一般化したことから現在では黒人の身体能力は極めて限定的な領域でしか発揮されていないことがデータによって明らかにされている。

## 遺伝子

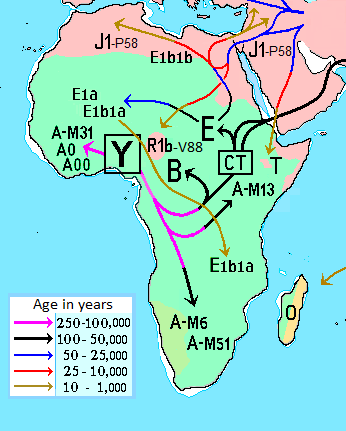
アフリカ大陸のY染色体ハプログループ

ネグロイドは出アフリカをせず、アフリカにとどまったグループである。人種を特徴づけるY染色体ハプログループとしてA、B、Eが挙げられる。ネグロイドを除いた現生人類の核遺伝子には絶滅したネアンデルタール人類特有の遺伝子が1 - 4 %混入しているとの研究結果もあるため、ホモ・サピエンスの原型により近いとも言える。

## 古代ローマにおけるネグロイド観
2世紀のローマ帝国の有名な学者ガレノスは、厚い唇、広い鼻孔、縮れた頭髪、黒い目、しわのある手と足、薄い眉毛、とがった歯、長い陰茎、際立った陽気さを、黒人男性の10の特徴として列挙している。そして、この際立った陽気さが「欠陥のある頭脳とそれに由来する知性の弱さゆえに、黒人男性を支配している」と彼は述べている。1世紀のプリニウスは、エティオピアの地誌を記載している『博物誌』6巻195節において「西の方にニグロイ族がおり、その王はただひとつの眼が額にある。主にヒョウやライオンの肉を主食としている「野獣食人」、何でもかんでも貪食する「貪食族」、その食事が人肉である「食人族」」がいる、と後述のイブン・ハルドゥーンの記載と類似する内容を記載している。

## 中世イスラム世界におけるネグロイド観
預言者ムハンマドは最期の説教で「アラブ人は非アラブ人に優越せず、非アラブ人はアラブ人に優越しない。白人は黒人に優越せず、黒人は白人に優越しない。人はただ正しさによってのみ優越する」と言っている。この戒めは多くのイスラム教徒に順守され、結果として黒人の信徒も増えていったものの、ジャーヒリーヤ時代から続く黒人への偏見は根強く残り、イスラム史初期の黒人詩人の詩からも差別の存在がうかがえる。
『もし私の肌がピンクならば、女性たちは私を愛すだろう。しかし、神は私を黒さと結婚させた』と書いたスハイムは660年に亡くなったアフリカ出身の奴隷であった。『私は奴隷であるが、私の魂は気高く自由である。私は肌の色は黒いが、私の性格は白いのである。』彼は詩の中で彼の本質的な尊厳を表現している。
ヌサイブ・ブン・ラバーブは726年に亡くなったが、アラブ人の詩人からの肌の色を理由とする自分への非難に対し、彼自身、痛烈な応答をしている。『私がこのものを言う舌とこの勇敢な心を持っている限り、黒さが私の名誉を貶めることはない。ある者は血統により引き立てられるが、私の詩の詩句が私の血統なのだ！ものを言わない白人より、感受性の鋭い心とはっきりとものを言う黒人のほうがどんなにすばらしいことか！』
イスラーム文化は女性美を例外として、本質的に肉体的な資質よりも知的な資質を重んじた。独特の肉体的強さを知的に劣ることと結びつけることで、黒人への侮蔑が正統化され、助長された。
中世イスラーム世界での黒人奴隷による反乱に、9世紀にアッバース朝時代のメソポタミア南部で発生したザンジュの乱が知られる。
11世紀の歴史家バクリーは「スーダン人たちは人間よりも動物に近く、彼らはもっぱら物欲に興味を持ち、しばしば食人を行い、ほとんど羞恥心を持たない」と記している。
11世紀のイスラーム時代の重要都市トレドの裁判官であるサイード・アルアンダルスィーは、「彼らの気質は血の気が多くなり、気性は激しく、彼らの色は黒く、彼らの頭髪は縮れている」「彼らは自制心と心の安定に欠け、移り気と愚かさと無知が勝っている。エチオピアの果てに住んでいる黒人、ヌビア人、ザンジなどがそれにあたる」と記している。
12世紀の地理学者イドリースィーは「スーダン人たちは最も堕落した人々であるが、子供を生む能力は最もすぐれている人々である。彼らの生活はまるで動物のようで、彼らは物と女の欲求以外になんの関心もしめさない」と記している。
14世紀の旅行家イブン・バットゥータは「彼らの教養の無さや白人に対する無礼な態度をみて、つくづくこんなところまで来てしまったことを後悔した」と記している。一方で、イブン・バットゥータはマリ王国での記録において、「彼らの美徳とすべき行為として、（まず第一に、）不正行為が少ない点にある。つまりスーダン人（黒人）のスルタンは、誰一人として、不正行為を犯す事を許さない。次には、彼らの地方で安全の保障が行き届いている点であり、従って、その地方を旅する者は何の心配事も無く、（長く）滞在する者でも強盗や追い剥ぎに遭うことが無い。……彼らの美徳の他の一つとして、彼らが（イスラームの）礼拝を厳守し、それを社会集団の中で彼らの義務行為としていること……金曜日には、一般の人々は早朝にモスクに行かないと、あまりの混雑のため、どこで礼拝しているのかわからなくなってしまうほどである。と述べている。
中世イスラムの最も偉大な歴史家イブン・ハルドゥーンは「黒人の大半は洞穴や密林に住み、草を食い、野蛮のままで社会的集団生活をせず、たがいに殺して食べる。黒人は一般に軽率で興奮しやすく、非常に情緒的な性格で、メロディを聞けばいつでも踊りたがり、また、黒人はどこにおいても愚か者とされている」と記している。

## オーストラロイドなどとの違い
南インドのドラヴィダ人やオーストラリアのアボリジニ、メラネシアンなどオセアニアの先住民たちは、その肌の色の濃さ、メラネシア人などに関しては巻き毛の頭髪の形状からも黒人と思われる場合もあるが、彼らはオーストラロイドである。またポリネシアン、ミクロネシアンはモンゴロイドとオーストラロイドの混合人種である。同様にインド亜大陸で人口の70%を占めるアーリア人も同じく肌の色から黒人だと思われる場合があるが、彼らの場合はコーカソイドとオーストラロイドの混合人種である。いずれもアフリカ人とは遺伝的に異なる集団である。

## イエズス会士による蔑称

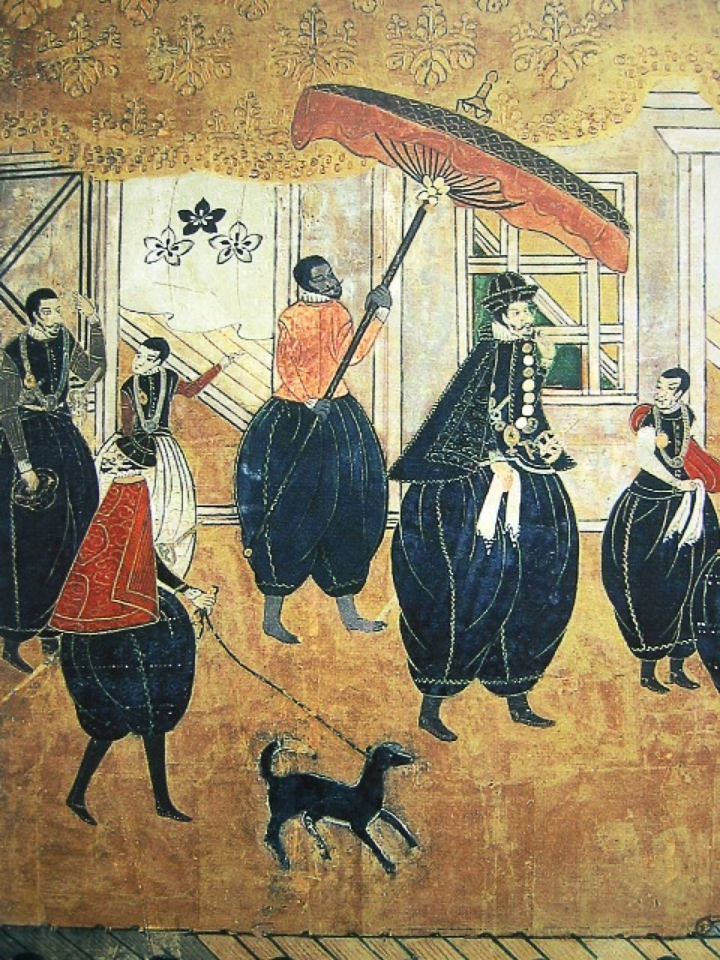
戦国時代、日本に到来したイエズス会員などの南蛮人たち。白人の他、黒人も描かれている。

「黒人」は人種のひとつであるが、人種差別的な見方からすれば蔑称として使用されることがあった。たとえば、イエズス会宣教師のフランシスコ・カブラルは、日本人や韓国人を黒人とみなし、「黒人」を蔑称として使用している。
また、同じくイエズス会巡察師アレッサンドロ・ヴァリニャーノもその著書『東インド巡察記』において、インド人を黒人とみなし、「黒人」を蔑称として使用している。
ヴァリニャーノのこうした人種差別意識の根拠となったのが、アリストテレス「政治学」第1巻の先天的奴隷説であるとされる。
なお、日本人を黒人とみなしたカブラルと異なり、ヴァリニャーノは日本人を白人とみなした。
と、日本人を白人と設定することにより、本国からの布教の支援を受けようとしていた（白人とすると本国から金銭と人的支援が得られたのである）。

## アメリカにおける状況
米国などではニグロイド（negroidの英語発音に基づくカナ表記）という言い方は差別用語とされ、政治的に正しく、丁寧な呼び方として「アフリカ系の○○ (African-○○) 」を使うことがある。例えばアメリカ人であった場合、アフリカ系アメリカ人 (African-American) という。ネグロイドは元来、人種に対する呼称であり、差別的な意味合いは主に黒人奴隷を使用していた欧米諸国の社会的要因から派生したものである。ニグロと縮めて呼ぶのは前時代的な語法であり、現在では明らかな差別用語とされている。さらに「ニガー (nigger) 」 とした場合、その差別的意味は強まる。
米国以外の英語圏では、ブラック・パーソン（black person、複数形はブラック・ピープル - black people）と呼ぶのが社会的、政治的に正しいとされている。これは、南アジア、カリブ、太平洋諸島などアフリカ以外の地域にも肌が黒い人種が存在し、彼らを誤って「アフリカ系」と呼んでしまうことを避けるためである。「ブラック」と縮めた場合は、非公式な意味合いが強まる。
最近の米国では「アフリカ系」がよく使われるが、米国においても、必ずしも「ブラック」という呼称が差別用語にあたるとは限らない。実際に黒人は自分達のことをブラックと呼ぶことも多く、テレビのニュース番組でも「ブラック」という言葉はしばしば用いられる。ただし、明確な差別用語であるニガーという呼称も、アフリカ系同士の間では、仲間意識を込めた呼びかけとしても使用されることからもわかるように、こうした用語をアフリカ系の人が使用する場合と他人種の人が使用する場合では意味合いや受け取られ方が異なる。白人や黄色人種が用いる際は用いる文脈に考慮し慎重を期さねば差別語的意味を汲み取られる可能性もあることに注意する必要がある。すなわち「ブラック」という呼称はある意味で転換されたスティグマであり、当該の主体が用いる場合と、第三者が用いることには全く意味が違うことに留意すべきである。
さらに米国における黒人自らの文脈で「ブラック」を用いた例として、黒人公民権運動の中で用いられてきた「黒は美しい（ブラック・イズ・ビューティフル）」というスローガンは象徴的である。同様に黒人コミュニティに関係した団体組織の多くが自ら名称に「ブラック」を用いている。また『Black Hair Style』という黒人専門のヘアスタイル情報誌や、『Black Enterprise』といった黒人専門のビジネス雑誌の存在もこの用例であろう。
日本では「黒人」の言い換え語として研究者は「アフリカン・アメリカン」を使うことが多いが、アフリカ人全てが黒人ではなく、またアメリカにいる黒人全てがアフリカ出身でもないため、この用語には疑問も出ている。しかし、米国などにおいても、アフリカ以外の土地の出身者であっても、黒人ならば「アフリカン・アメリカン」と呼ばれてしまうことが多いのが実情である。なお、アメリカに於いては過去の奴隷政策の反省等から、州ごとに黒人に対する様々な優遇措置があり、これが州法に違反しているとして問題化したこともある。
アメリカ合衆国は1995年に、人種・民族の自称についての国勢調査を行っている。これは、彼ら自身を白人、黒人、ヒスパニック、インディアン、アラスカ先住民（インディアン、エスキモー、アレウト）であると特定した人々、あるいは混血に対して、それぞれの人種・民族グループの呼称で、定まった呼び名を好まない人や、特に選ぶものがなかった人も含めて、好きな呼称はどれか選んでもらったものである。黒人の場合は、以下の通りであった。混血も含め、単純に「アフリカ系」でない者も含まれて、一番好まれている呼称は「ブラック（黒人）」だった。
| 1. 黒人（Black）                            | 44.15 % |
| 2. アフリカ系アメリカ人（African American） | 28.07 % |
| 3. アフロ＝アメリカン（Afro-American）      | 12.12 % |
| 4. ニグロ（Negro）                          | 03.28 % |
| 5. その他の呼称                             | 02.19 % |
| 6. 色つき（Colored）                        | 01.09 % |
| 7. 無回答                                   | 09.11 % |